# Scorpion (serie televisiva)
Scorpion, nota anche con il titolo stilizzato </scorpion>, è una serie televisiva statunitense creata da Nick Santora, trasmessa da CBS e prodotta dal 2014 al 2018 per quattro stagioni.
La serie segue le gesta del genio Walter O'Brien, personaggio realmente esistito, e del suo team di "cervelloni" ingaggiati dal governo statunitense per risolvere complicati casi di varia natura. La serie ha debuttato negli Stati Uniti il 22 settembre 2014, registrando buoni dati d'ascolto.
In Italia la prima stagione è stata trasmessa in prima visione assoluta su Rai 2 dal 10 giugno 2015, mentre dalla seconda va in onda su Rai 4.

## Trama
Il genio Walter O'Brien viene ingaggiato dal Dipartimento della sicurezza per formare e guidare un team di prodigiosi nerd con un elevato QI per far fronte alle complesse minacce dell'era moderna. Oltre a O'Brien il team è formato dal comportamentista Toby Curtis, dal genio della meccanica Happy Quinn e dal matematico Sylvester Dodd, nella squadra sono presenti anche dei non geni, che sono Cabe Gallo (il referente della Sicurezza Interna), Paige Dineen (che aiuta il gruppo nel campo delle emozioni) e suo figlio Ralph, anche lui un genio con un QI di 200.

## Episodi
Il 12 gennaio 2015 la serie è stata rinnovata per una seconda stagione, andata in onda dal 21 settembre 2015.
Il 25 marzo 2016 è stata rinnovata per la terza stagione, in onda dal 3 ottobre 2016. Il 23 marzo 2017 è stata rinnovata per una quarta stagione.
Il 12 maggio 2018 Il network CBS ha ufficialmente cancellato la serie dopo quattro stagioni e 93 episodi trasmessi, la causa è da attribuire al calo significativo degli ascolti dalla terza alla quarta stagione.
| Stagione         | Episodi | Prima TV originale | Prima TV Italia |
| ---------------- | ------- | ------------------ | --------------- |
| Prima stagione   | 22      | 2014-2015          | 2015            |
| Seconda stagione | 24      | 2015-2016          | 2016            |
| Terza stagione   | 25      | 2016-2017          | 2017-2018       |
| Quarta stagione  | 22      | 2017-2018          | 2019            |

## Personaggi e interpreti

### Personaggi principali
- Walter O'Brien (stagione 1-4), interpretato da Elyes Gabel, doppiato da Marco Vivio.
Capo del team Scorpion. Con un quoziente di 197, da bambino viveva a Dublino, dove venne arrestato dall'agente Gallo dopo avere hackerato i computer della NASA. Si separa da lui a 16 anni dopo avere causato, indirettamente, la morte di duemila civili iracheni a causa di un suo software creato in origine per paracadutare con precisione i rifornimenti sul campo di battaglia, ma usato in seguito dal governo come guida per missili di precisione. Torneranno a lavorare insieme quando Cabe lo vuole come leader del suo team di geni. Nel 2010 ha brevemente sposato Happy per ottenere la cittadinanza americana. Successivamente si fidanza con Paige.
- Paige Dineen (stagione 1-4), interpretata da Katharine McPhee, doppiata da Alessia Amendola.
Timida cameriera incontrata da Walter all'inizio della storia, viene assunta per aiutare il team ad interagire con le persone normali. A 19 anni ha avuto un figlio, Ralph, anche lui genio, che la aiuteranno a comprenderlo meglio. Seppur innamorata di Walter, intraprende una relazione con Tim Armstrong, tirocinante di Cabe a partire dalla fine della seconda stagione, che in seguito lascerà quando questi andrà a lavorare in Giordania. Nell'episodio 3x22 viene licenziata da Walter con il pretesto di avere terminato il suo compito alla Scorpion, ma nell'episodio successivo lui le rivela di esserne da sempre innamorato e i due si fidanzano.
- Agente Cabe Gallo (stagione 1-4), interpretato da Robert Patrick, doppiato da Mario Cordova.
Uno degli agenti che arrestarono Walter a Dublino e che divenne il suo mentore e protettore, fino a quando a 16 anni Walter decise di troncare i rapporti per via di un software che ha sganciato bombe sui civili di Baghdad, uccidendone duemila. Cabe, in qualità di agente della Homeland Security degli Stati Uniti d'America, recluta Walter e il suo team come collaboratori del governo. Cabe diventa responsabile governativo della Scorpion e parte integrante del team, stringe amicizia con i suoi membri e recupera con Walter il loro rapporto padre-figlio.  Nella prima stagione si scopre che ha una ex moglie e che la causa del divorzio è stata la morte della figlia. Nella terza stagione aiuta Sylvester a diventare consigliere e si fidanza con la segretaria dell'avversario politico di Sylvester, Allie.
- Tobias "Toby" Meriwether Curtis (stagione 1-4), interpretato da Eddie Kaye Thomas, doppiato da Paolo Vivio.
Psichiatra del gruppo ha grossi problemi con il gioco d'azzardo. Prova dei forti sentimenti per Happy, non sapendo se lei li ricambia. Riuscirà in seguito a sposarla dopo avere scoperto che la stessa aveva organizzato con Walter un finto matrimonio per far ottenere la cittadinanza americana al capo del team. Il suo QI è di 170, il più basso del gruppo.
- Happy Quinn (stagione 1-4), interpretata da Jadyn Wong, doppiata da Erica Necci.
Ingegnere del gruppo e unica donna insieme a Paige. Cresciuta orfana in varie famiglie adottive, si presenta come una ragazza molto ostile, ma pronta sempre ad aiutare il suo team. La sua frase tipo, in situazioni adrenaliniche e pericolose, è “Non va bene!”. Nel 2010 sposò brevemente Walter per fare sì che ottenesse la cittadinanza. In seguito rimane incinta di Toby, ma per il servizio immigrazione, i due risultano essere ancora sposati e quindi non possono ottenere il divorzio senza prima passare il controllo di un funzionario. Dopo che Walter ha ottenuto l'agognata cittadinanza Happy rivela di non essere incinta e che il malinteso è stato causato da un ritardo del ciclo dovuto ad un avvelenamento da cadmio a cui è stata esposta per avere lavorato a dei panelli solari. In seguito i due si sposeranno. In un flashback si scopre che i suoi genitori la chiamarono così in onore della loro canzone preferita, Shiny Happy People dei R.E.M.. Sa inoltre parlare fluentemente il giapponese e il portoghese. Il suo quoziente intellettivo è di 184.
- Sylvester Dodd (stagione 1-4), interpretato da Ari Stidham, doppiato da Daniele Raffaeli.
Matematico e statistico con fortissimi sintomi ossessivo-compulsivi. È inoltre un maestro di scacchi e ha paura delle navi, dei germi e degli aeroplani ed è claustrofobico, nonché grande fan del fumetto Super Fun Guy. Si innamora della sorella di Walter, gravemente malata ma riesce comunque ad avere un appuntamento con lei. Lasciò la famiglia quando era adolescente e non ha un buon rapporto con il padre Ken, ex-colonnello delle forze armate in congedo. Durante una missione, tuttavia, i due si riappacificheranno. Sposerà in seguito Megan anche se staranno insieme per poco tempo in quanto lei morirà in ospedale a seguito della malattia che l'aveva colpita fin da bambina. In seguito vincerà ad Ok, il prezzo è giusto! un'ingente somma di denaro per permettere all'ospedale di dedicare un'ala alla defunta moglie. In un episodio viene rivelato che ha un QI di 180.
- Ralph Dineen (stagione 1 ricorrente, stagione 2-4), interpretato da Riley B. Smith, doppiato da Alessandro Carloni.
Figlio di nove anni di Paige, è un ragazzo problematico e silenzioso. Walter scopre comunque che è molto intelligente e con lui riuscirà ad aprirsi. In seguito si farà molti amici a scuola. Il più delle volte si dimostra il più saggio e forse il più intelligente del gruppo soprattutto in situazioni che per il team possono sembrare ridicole o non alla loro altezza. Inoltre fin dal primo incontro capisce che Walter si è innamorato della madre, ma che egli nonostante l'elevato QI non riesca mai a confessarle i suoi sentimenti, ma alla fine dopo la continua fiducia che il ragazzo dà a Walter, lui e Paige si fidanzano. Ha il quoziente intellettivo di 200, il più elevato dell'intero team, che lo colloca al terzo posto tra le persone più intelligenti del mondo.

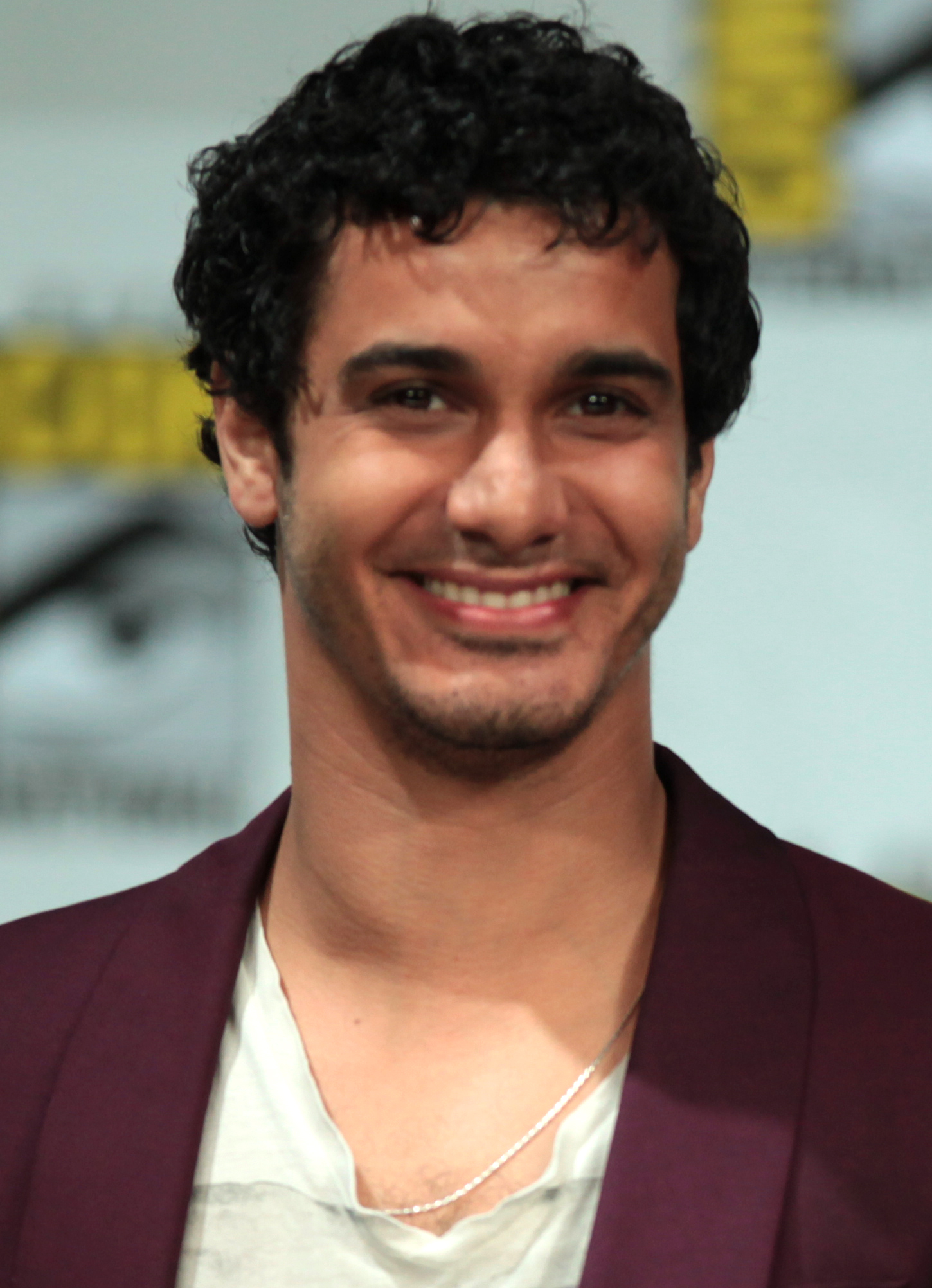
Elyes Gabel interpreta Walter O'Brien
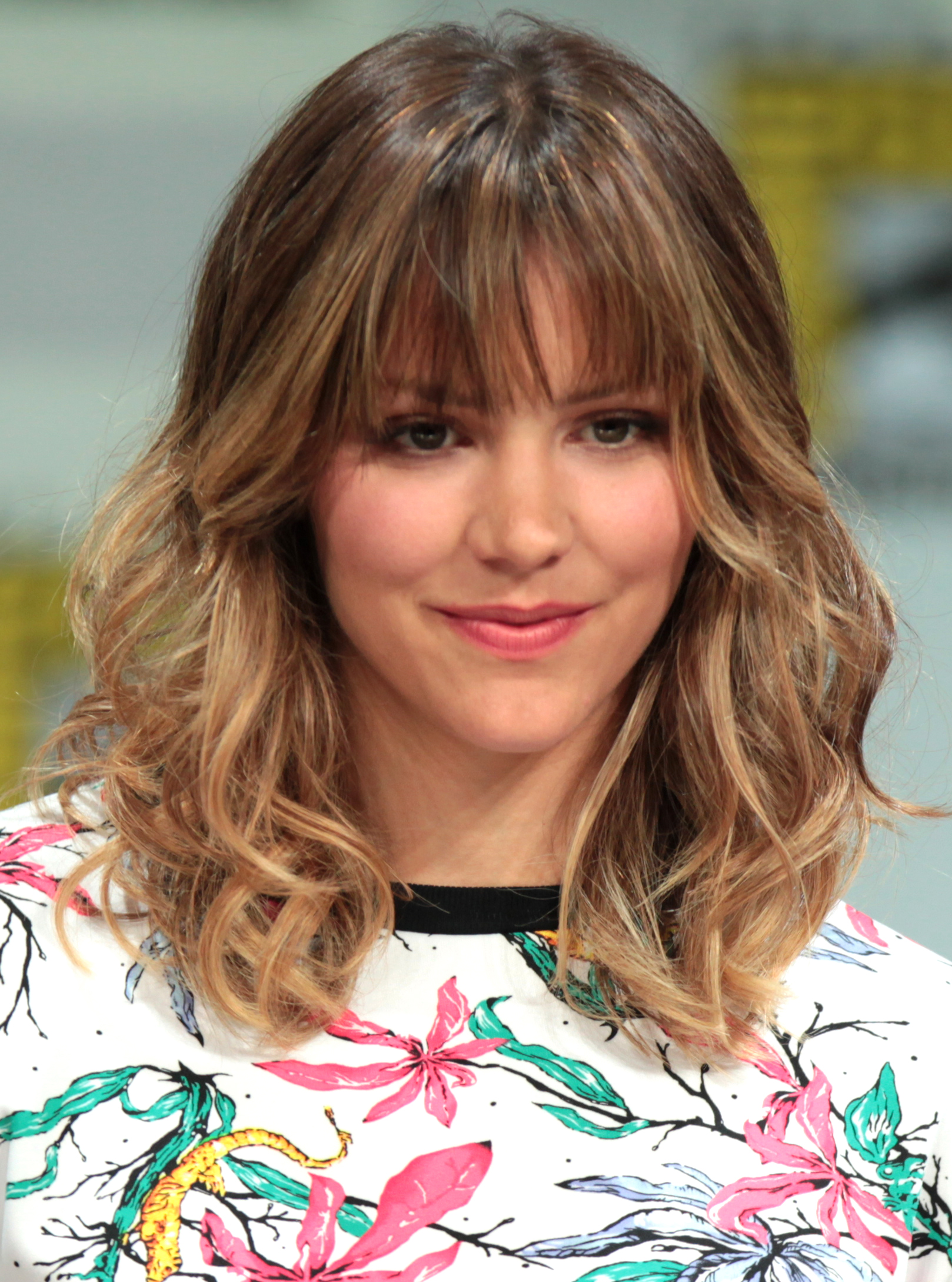
Katharine McPhee interpreta Paige Dineen
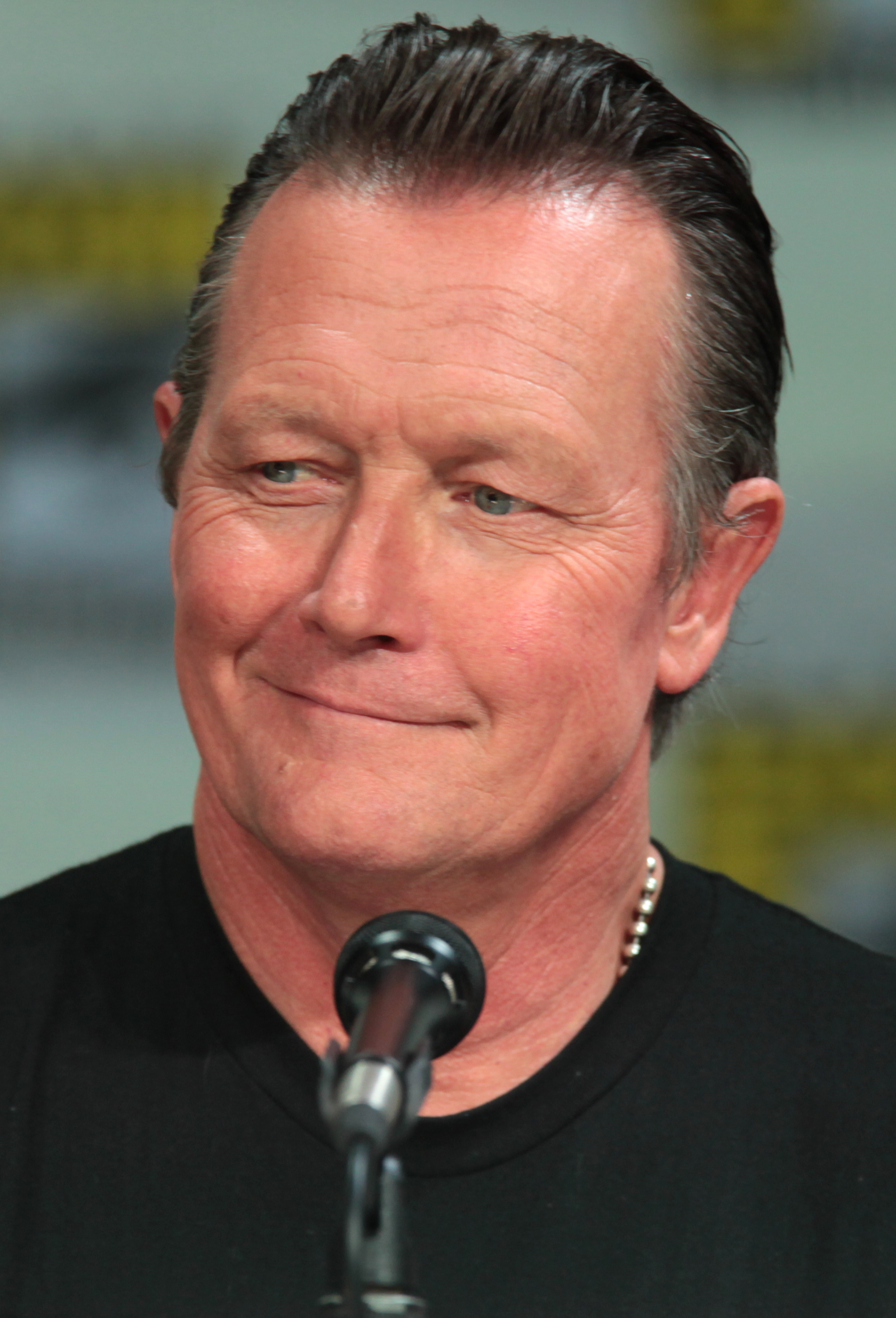
Robert Patrick interpreta Cabe Gallo
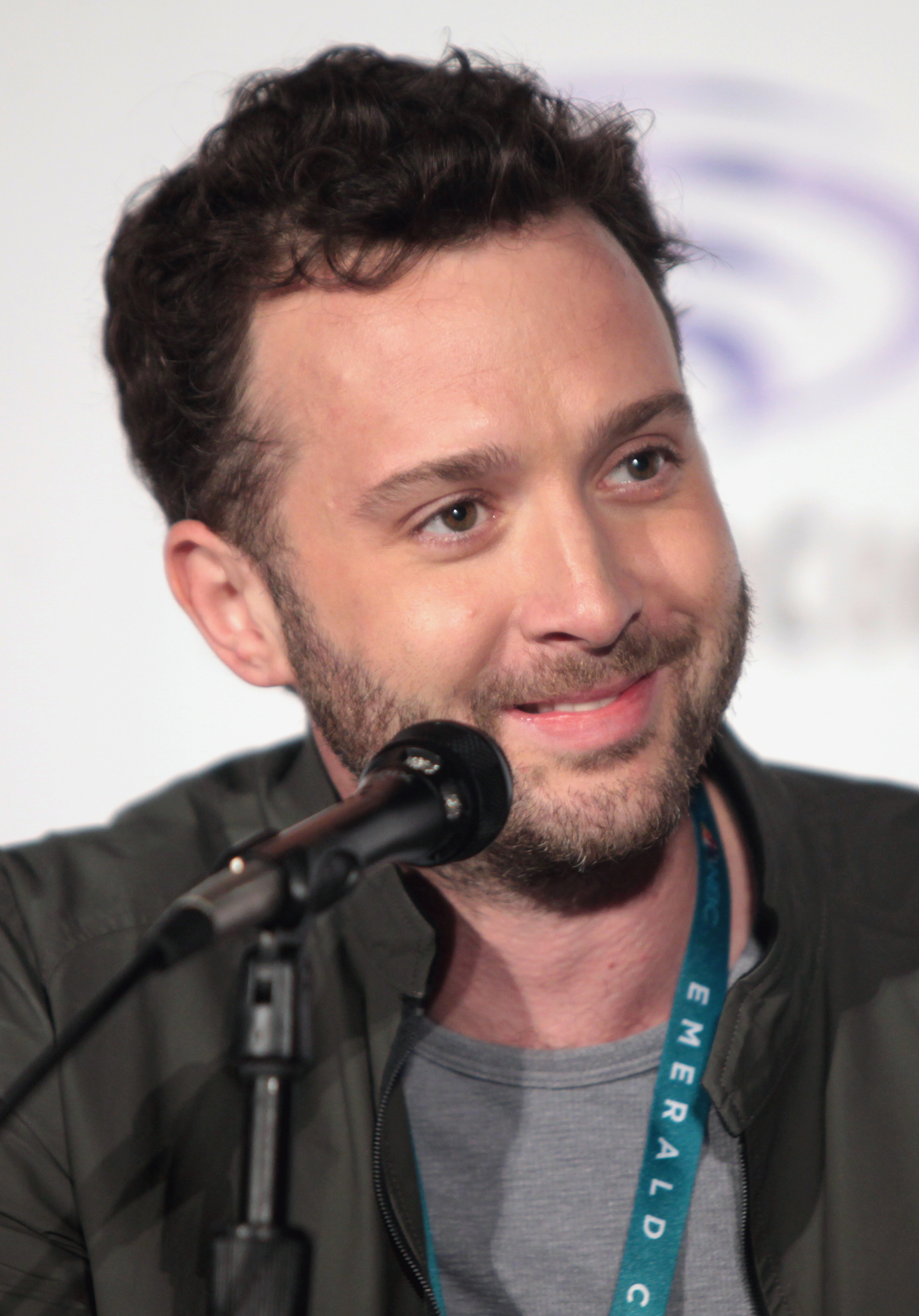
Eddie Kaye Thomas interpreta Toby Curtis
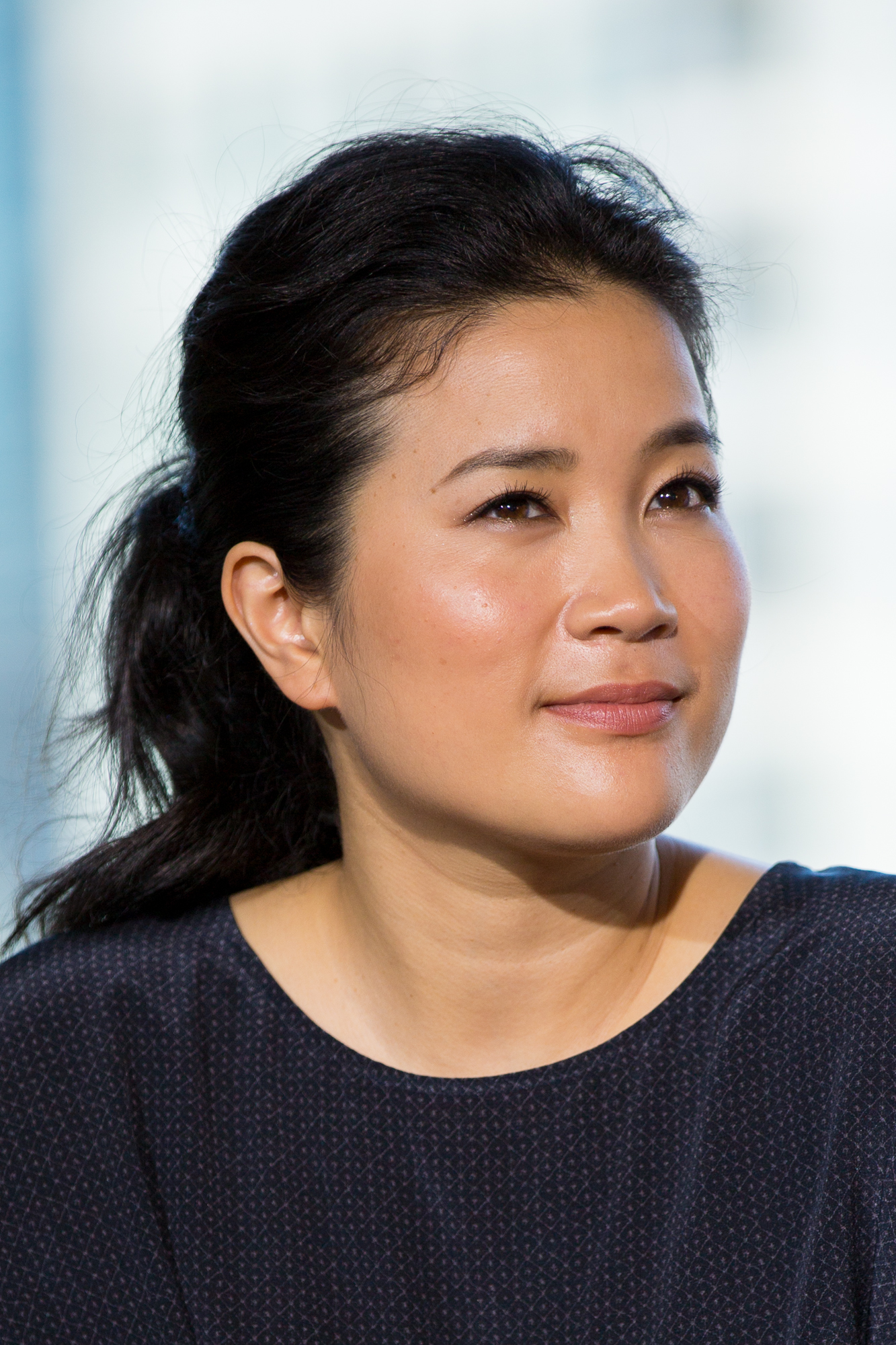
Jadyn Wong interpreta Happy Quinn
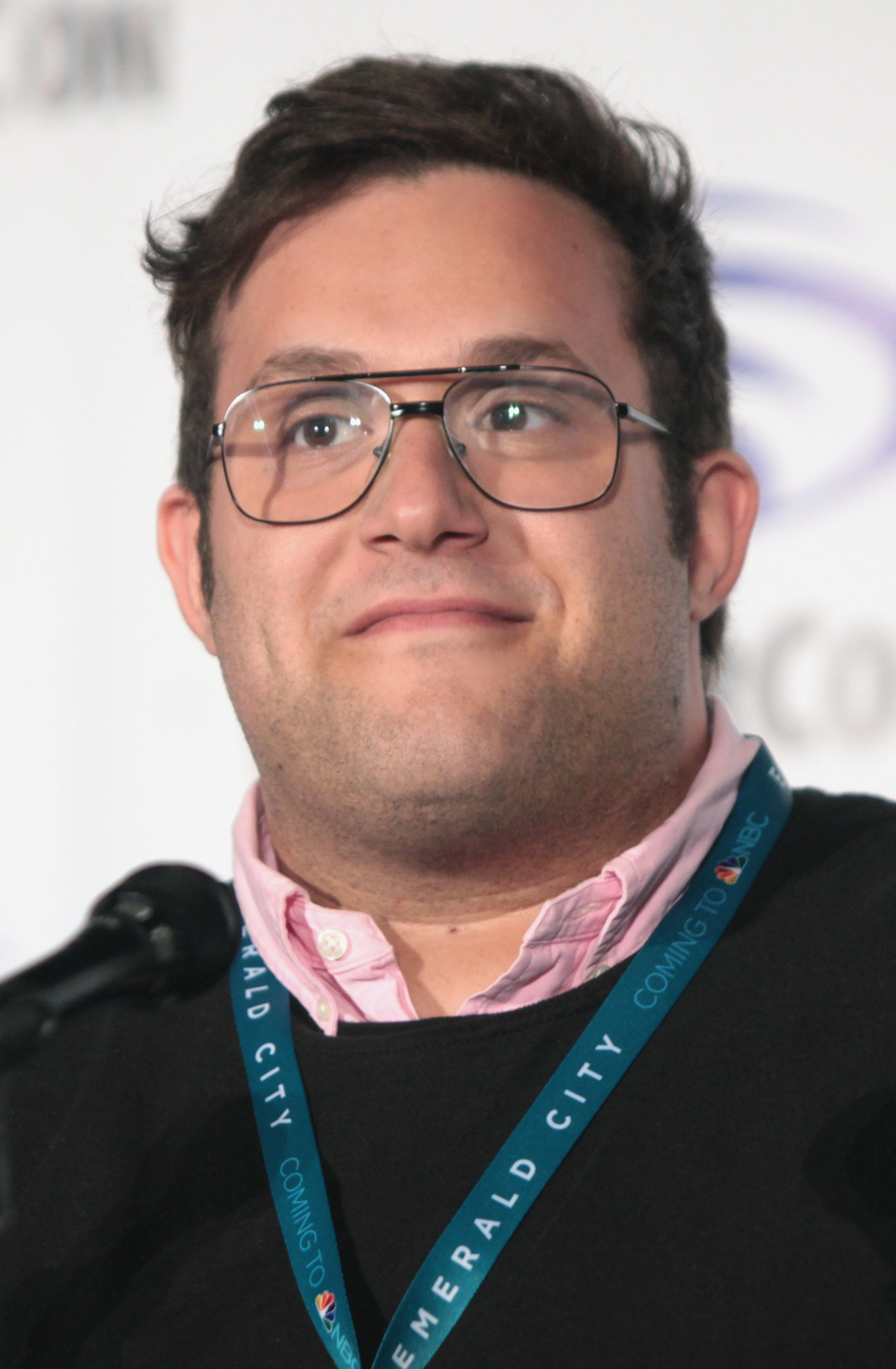
Ari Stidham interpreta Sylvester Dodd

### Personaggi secondari
- Megan O'Brien (stagioni 1-2), interpretata da Camille Guaty, doppiata da Francesca Manicone.
Sorella di Walter e fidanzata di Sylvester, che in seguito sposerà. Gravemente malata di sclerosi multipla, il fratello tenta fin dall'infanzia di trovare la cura, non riuscendovi, in quanto Megan morirà in ospedale. In seguito, grazie alla donazione del marito, l'ospedale le dedicherà un'ala.
- Drew Baker (stagione 1), interpretato da Brendan Hines, doppiato da Andrea Mete.
È il padre di Ralph che allena una squadra di baseball giovanile.
- Walter da bambino (stagione 1), interpretato da Daniel Zolghadri, doppiato da Teo Achille Caprio.
Il protagonista della storia che nel 1986 in Irlanda hackerò il sito della NASA per appendere in camera i progetti dello space shuttle.
- Merrick (stagioni 1-2), interpretato da David Fabrizio.
Direttore della Homeland Security. Dopo essere stato licenziato si allea con una cellula terroristica per compiere un attacco nucleare. Morirà cadendo dalla stazione spaziale durante uno scontro con Gallo un attimo prima del lancio del missile, poi fermato dal team.
- Richard Elia (stagione 1-4), interpretato da Andy Buckley, doppiato da Luca Biagini.
Miliardario informatico che vorrebbe che Walter andasse a lavorare nella sua azienda.
- Patrick Quinn (stagione 1-4), interpretato da Jamie McShane, doppiato da Alessandro Ballico.
Padre di Happy e meccanico.
- Mark Collins (stagione 1-4), interpretato da Joshua Leonard, doppiato da Alessandro Quarta.
Ex-membro di Scorpion, un esperto di radiocomunicazioni ossessionato dalle date e dagli avvenimenti legati a Walter e al team. Ha un QI di 190. Ha un rapporto molto particolare con Walter che, da come viene descritto da Happy, nuoceva a lui e al tutto il team. Nel finale della seconda stagione, tenta di uccidere Toby per dimostrare agli Scorpion di essere superiore e a Walter che è un debole. È lui a fornire a Toby l’indovinello che permette a quest'ultimo di scoprire l’identità del marito di Happy. All’inizio della quarta stagione, pure essendo un detenuto, parte in missione con il team in Norvegia per scongiurare un’estinzione di massa e ne approfitta per darsi alla fuga, è quindi il nemico numero 1 del team.
- Adriana Molina (stagione 2), interpretata da Alana de la Garza, doppiata da Claudia Catani.
Nuovo direttore della Homeland Security.
- Ray Spiewack (stagione 2-4), interpretato da Kevin Weisman, doppiato da Corrado Conforti.
Nuovo amico di Walter durante la condanna ai servizi sociali. Prende brevemente il posto di Paige nel team quando questa va a lavorare come segretaria di Richard Elia e infine fa da ministro al matrimonio di Toby e Happy.
- Katherine Cooper (stagione 2), interpretata da Peri Gilpin, doppiata da Laura Boccanera.
Sostituta di Molina come nuovo direttore della Security.
- Chet (stagione 2), interpretato da Pete Giovine, doppiato da Riccardo Scarafoni.
Appuntamento di Happy. È un comico e suo comedy coach.
- Linda (stagione 2), interpretata da Brooke Nevin, doppiata da Gemma Donati.
Ragazza conosciuta da Walter in uno speed-dating che finisce in una brutta situazione durante una missione.
- Timothy "Tim" Armstrong (stagioni 2-3), interpretato da Scott Porter, doppiato da Stefano Crescentini.
Agente della Homeland Security ed ex-militare che Cabe prende per farlo lavorare con il team. Intraprende una relazione con Paige, scatenando la gelosia di Walter. I due litigheranno spesso per lei, ma si dimostreranno nonostante tutto essere due ottimi compagni di squadra. Accetta, dopo averlo precedentemente rifiutato, un lavoro come capo della sicurezza in Giordania per otto mesi continuando comunque la sua relazione a distanza con la ragazza, ma qualche tempo dopo i due si lasceranno.
- Heywood "Jahelpme" Morris (stagione 2), interpretato da Horatio Sanz, doppiato da Luigi Ferraro.
Avvocato che con la sua pubblicità televisiva offre un contratto a Sylvester durante la sua partecipazione ad un quiz, diventando in seguito l'avvocato personale del team Scorpion.
- Veronica Dineen (stagione 3), interpretata da Lea Thompson, doppiata da Roberta Paladini.
La madre di Paige. Abbandona la figlia da bambina per proseguire la sua carriera di truffatrice. Torna dalla figlia quando è braccata da alcuni criminali con la quale ha dei debiti da saldare. Dopo un lungo tentennare, riesce grazie anche all'aiuto di Ralph a fare pace con la figlia. Inoltre, escogita con il team la propria finta morte per far sì che i criminali non possano più trovarla e si crea una nuova identità e una nuova vita.
- Allie Jones (stagione 3-4), interpretata da Reiko Aylesworth.
Impiegata per l'avversario politico di Sylvester nella campagna alla presidenza di West Altadenia, intraprende una relazione con Cabe, anche se l'uomo tentenna spesso.
- Florence Tipton (stagione 4), interpretata da Tina Majorino, doppiata da Roberta De Roberto.
Dottorato in chimica, ha un laboratorio vicino al garage del team. Partecipa a molte missioni del team, tanto da sembrare che debba entrare a farne parte in via definitiva cosa che farà quando il team si separa.

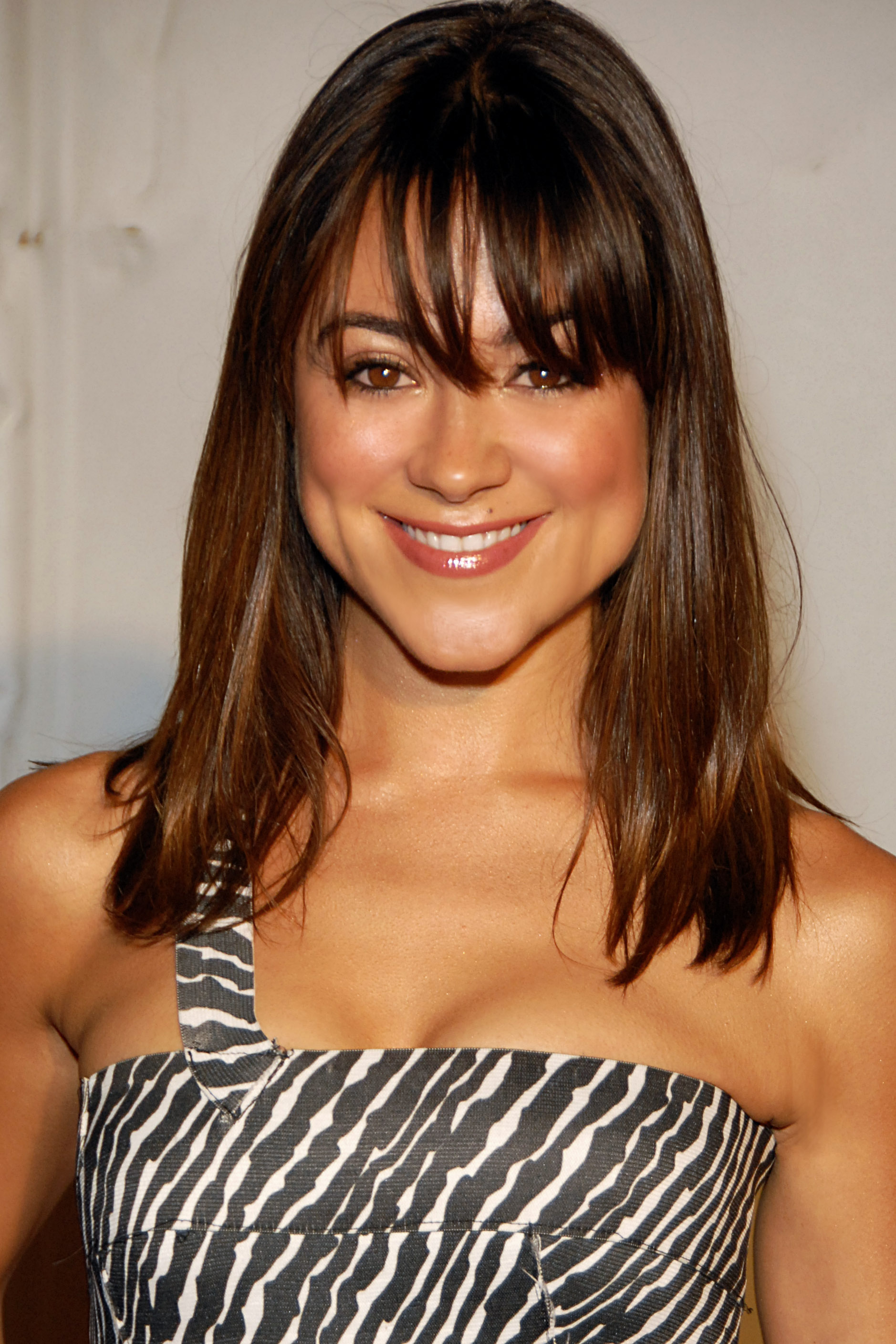
Camille Guaty interpreta Megan O'Brien
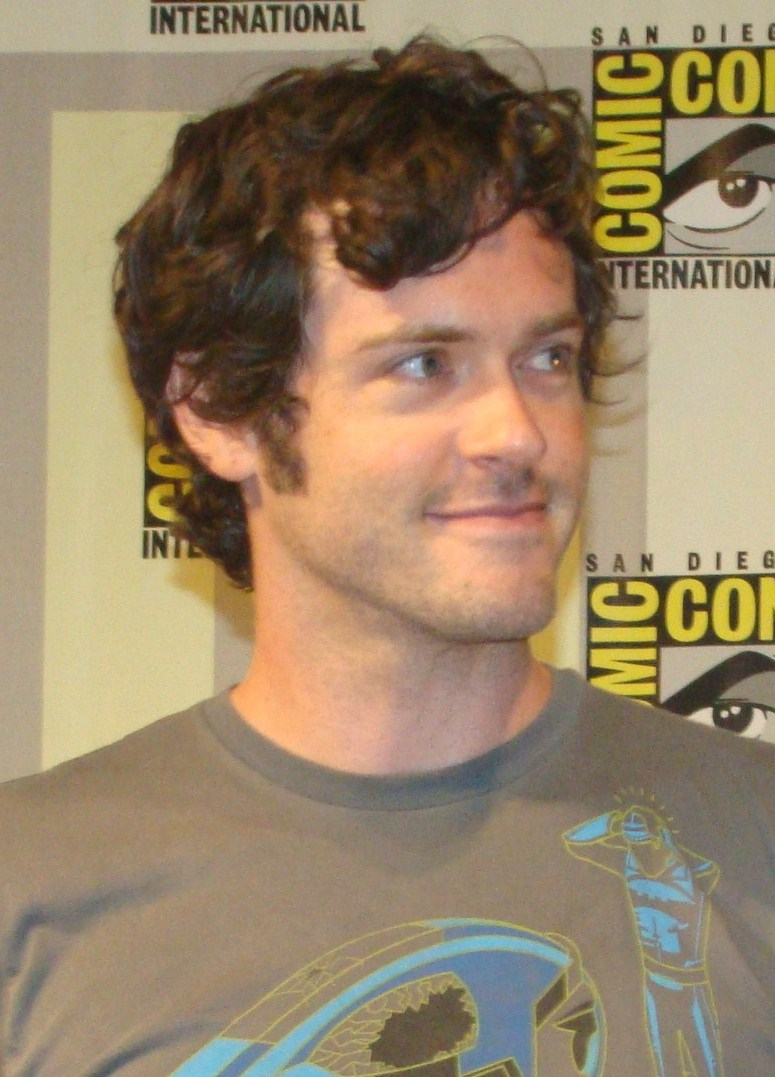
Brendan Hines interpreta Drew Baker
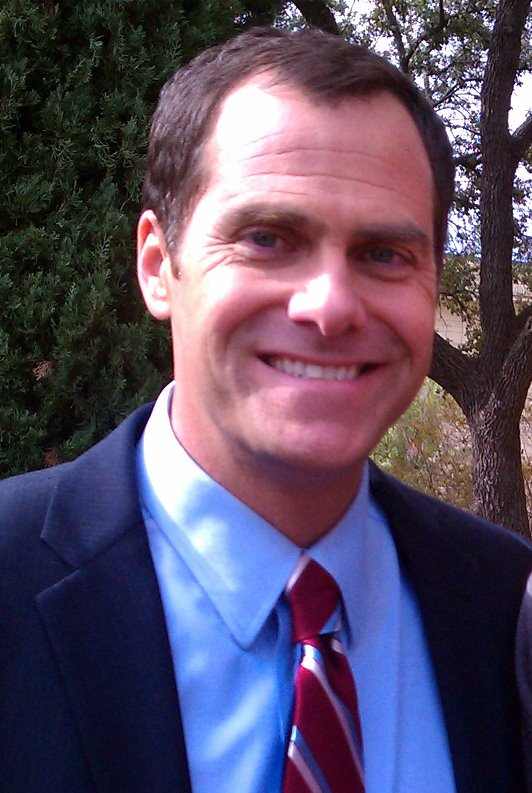
Andy Buckley interpreta Richard Elia
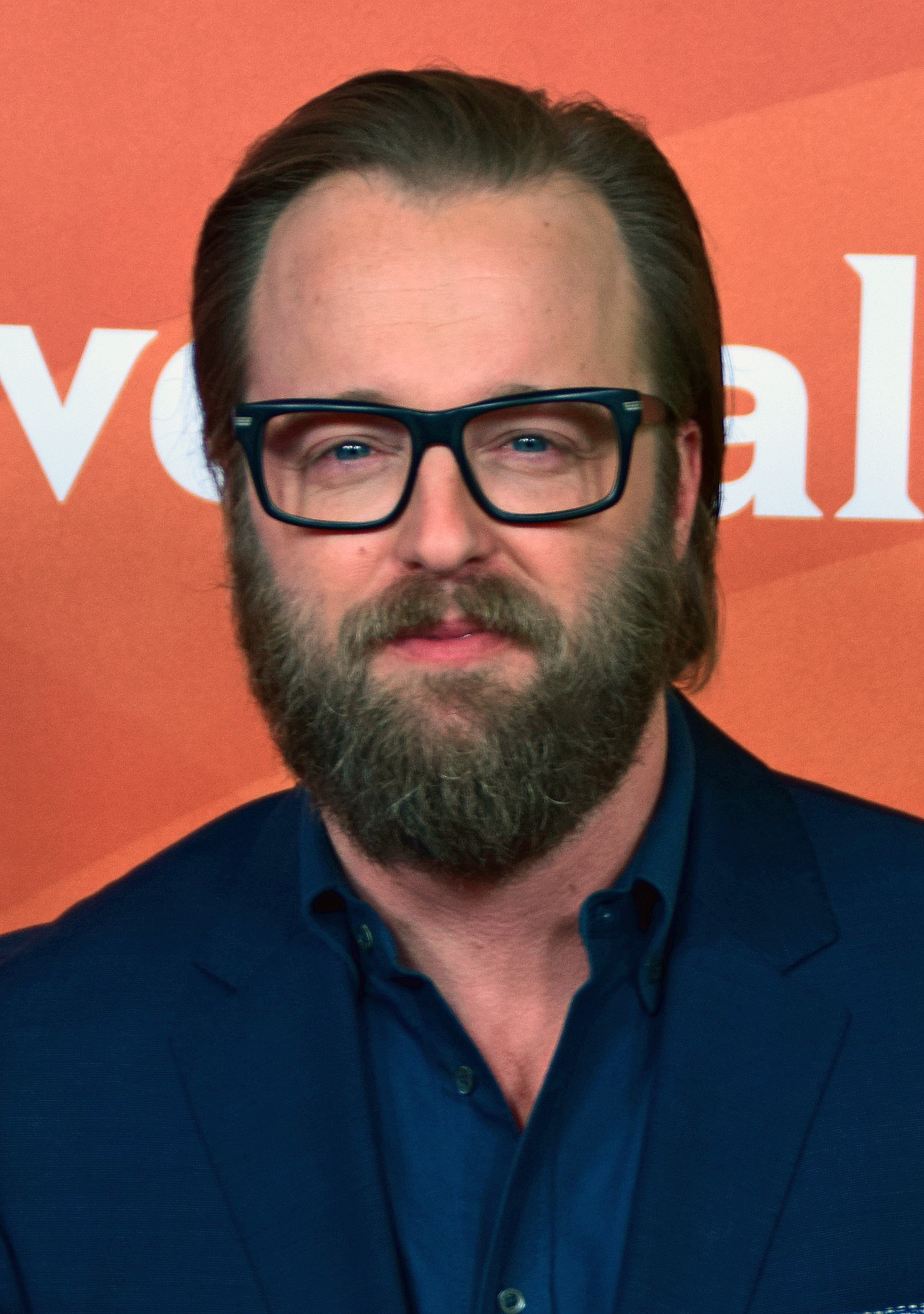
Joshua Leonard interpreta Mark Collins
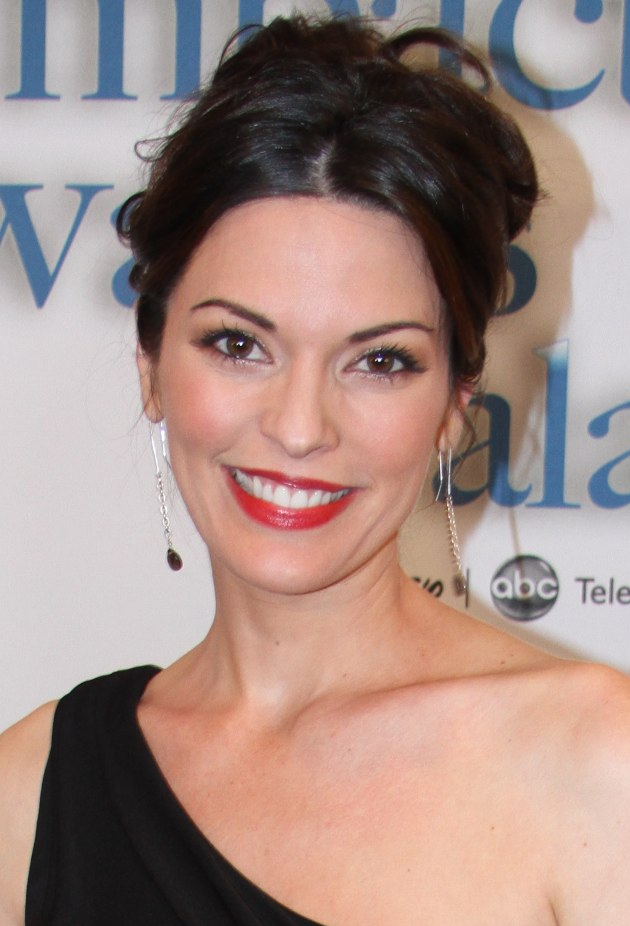
Alana de la Garza interpreta Adriana Molina
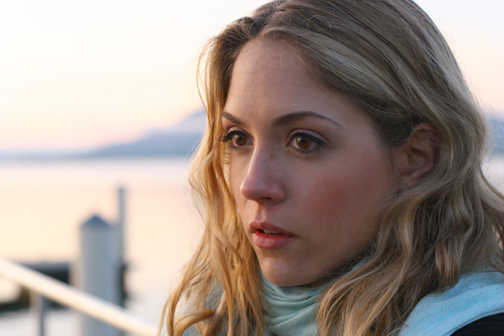
Brooke Nevin interpreta Linda
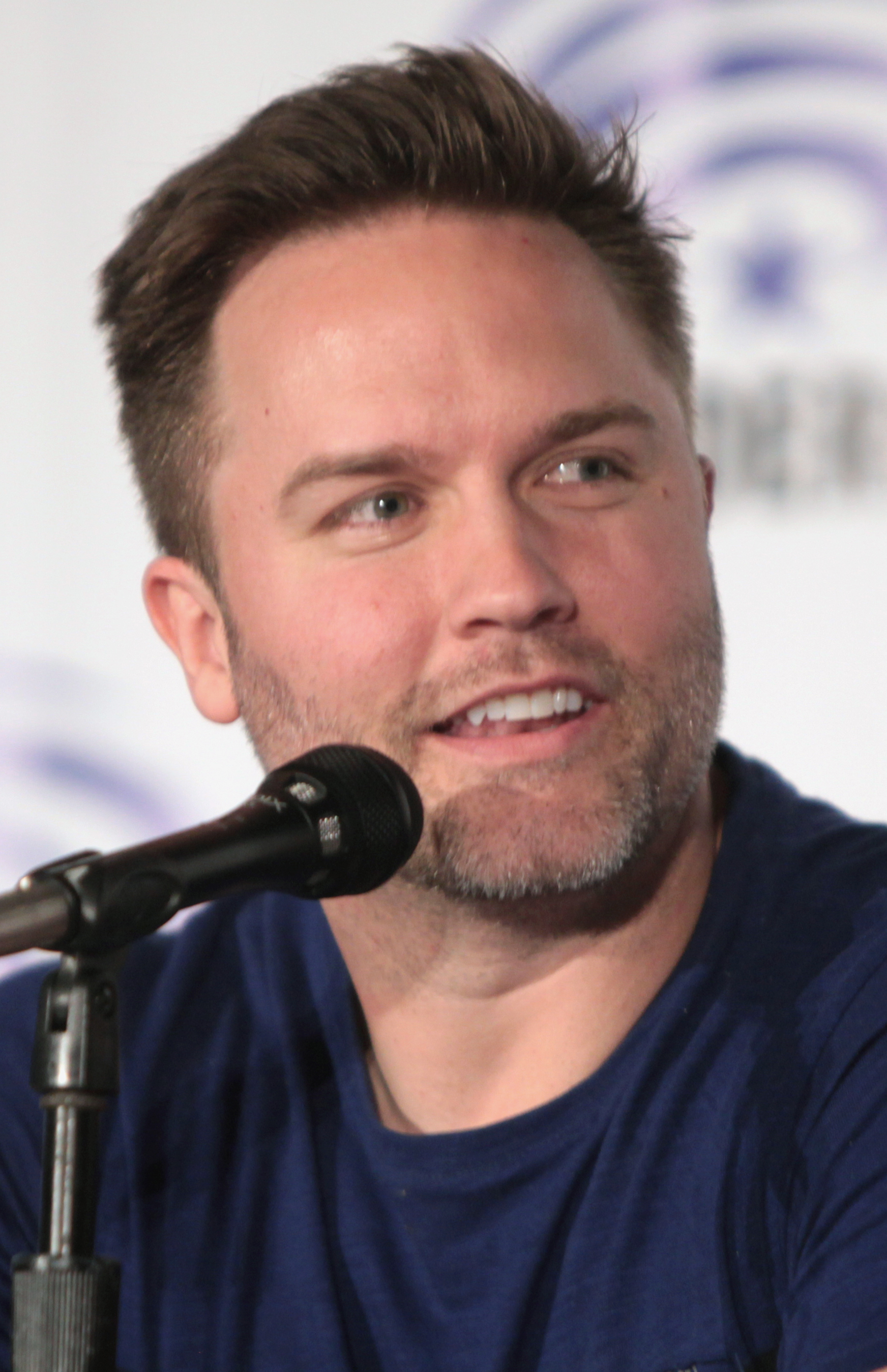
Scott Porter interpreta Tim Armstrong
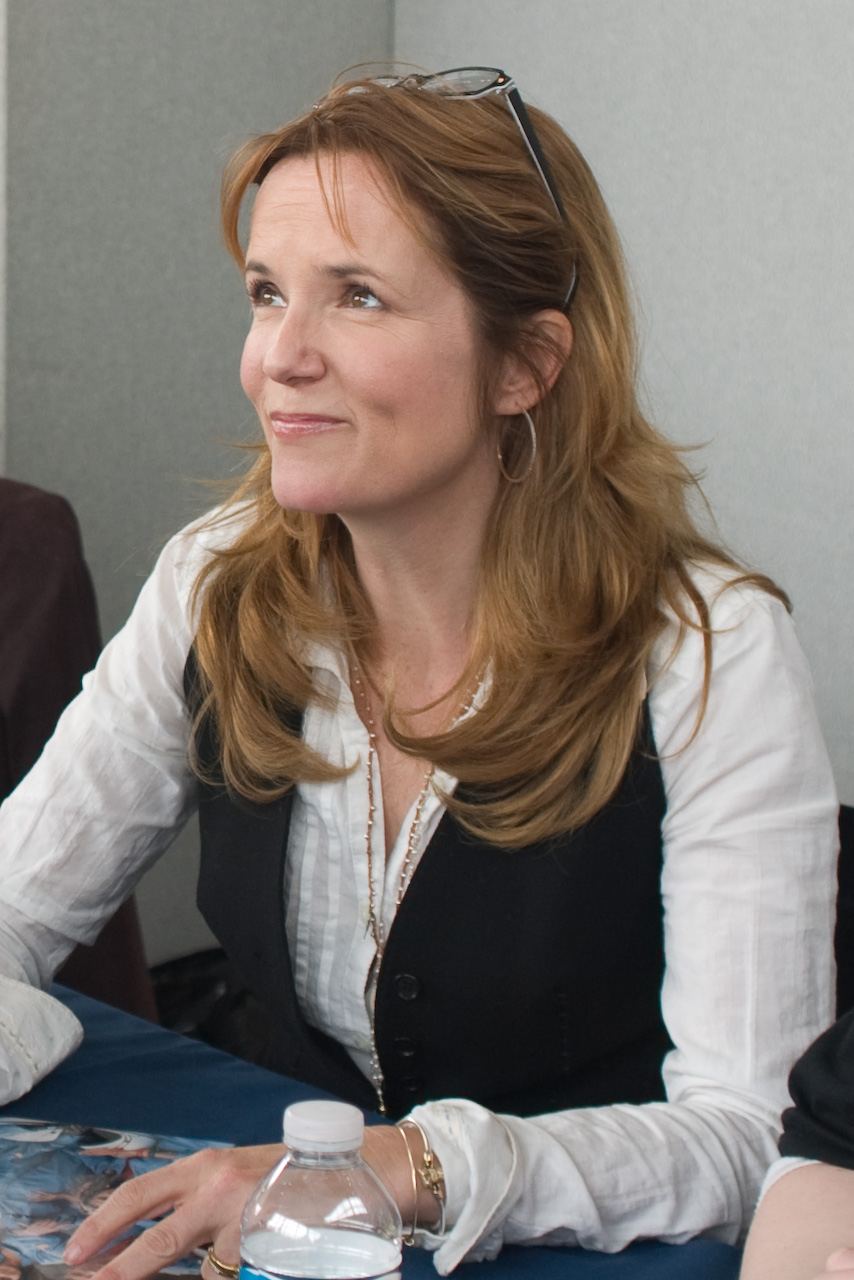
Lea Thompson interpreta Veronica Dineen
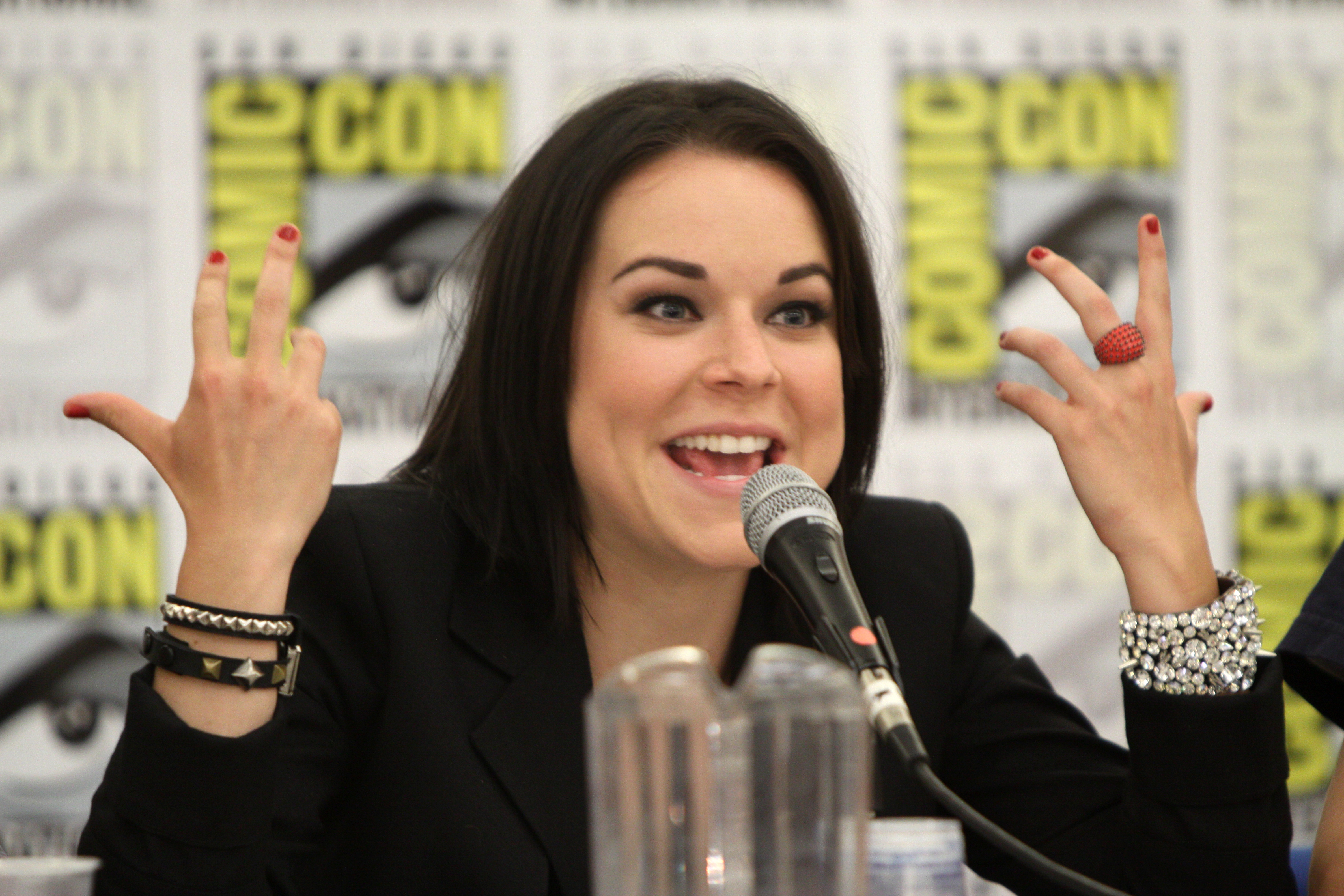
Tina Majorino interpreta Florence Tipton